# 恋路ゆかしき大将
恋路ゆかしき大将（こいじゆかしきたいしょう）は、鎌倉時代に成立した擬古物語。作者不詳。全5巻。
金子武雄蔵九条家旧蔵本（第1巻～第4巻のみ、但し第1巻と第4巻の後半部が欠落）と桂宮本（第5巻のみ、但し巻頭が欠落）が伝わる。
恋路ゆかしき大将・端山の繁り・花染の3人の貴公子の、理想の女性を求める恋愛遍歴を描く。

## 粗筋
- 第1巻

関白左大臣の子である右大将（恋路ゆかしき大将）は、中納言（端山の繁り）や三位中将（花染）と仲が良い。あるとき、帝の計らいで藤壺女御の姿を見た恋路は、彼女の美しさに心を奪われる。藤壺への思いを断ち切るために戸無瀬（現在の京都市右京区嵐山付近）の入道のもとに出かけるが、藤壺への想いは尽きない。ある日、恋路は端山・花染たちと連れ立って戸無瀬に出かけた。（以下欠落）
- 第2巻

恋路は宮中で女二の宮（帝と藤壺の娘）を見初めて心惹かれた。これを知った帝は女二の宮を恋路と結婚させる。恋路と女二の宮は次第に打ち解けて幸福に暮らした。一方、端山は吉野致仕の大臣の中君と幸せな結婚生活を送っていたが、賀茂祭のときに女一の宮（女二の宮の異母姉）を垣間見て心を奪われる。
- 第3巻

端山は女一の宮に恋焦がれて人目を忍んで通い始める。后宮（女一の宮の母）はこれを知って反対するが、やがて二人の結婚を許す。色好みの花染も帥中納言の娘と結婚してようやく落ち着く。恋路と女二の宮、端山と女一の宮のそれぞれの夫婦に子供が生まれる。しかしある時、端山は梅津（京都市西京区梅津）に住む梅津の女君に恋してしまう。
- 第4巻

端山は妻女一の宮を気遣いながら、梅津の女君のもとに通うようになる。（以下欠落）
- 第5巻

（巻頭欠落）端山の浮気を知った后宮は、女一の宮を連れ戻してしまう。後悔した端山は戸無瀬にいる父のもとに引きこもってしまう。やがて后宮は端山を気の毒に思って彼を許す。一方、恋路には女二の宮との間に待望の男子を儲けて周囲から祝福される。